# Ponto forte

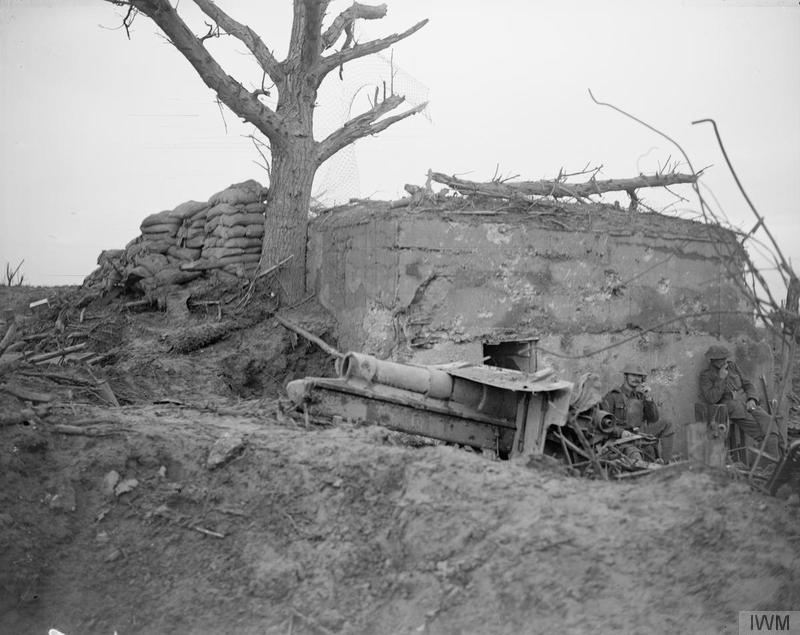
Uma casamata de concreto alemã após a captura pelos Coldstream Guards nos arredores da Floresta Houlthulst, Batalha de Poelcappelle, 10 de outubro de 1917

Em tática militar, um ponto forte é um ponto-chave em uma posição de combate defensiva que ancora a linha defensiva geral. Isso pode incluir redutos, búnquers, casamatas, trincheiras ou fortalezas, sozinhos ou em combinação; o requisito principal é que não seja facilmente invadido ou destruído. É preferível uma posição de bloqueio em bom terreno defensivo que comande as linhas de comunicação, como terrenos elevados. Exemplos da história incluem a Batalha das Termópilas, onde os antigos gregos detiveram um exército persa muito maior, e a Batalha de Monte Cassino, que ancorou a Linha de inverno na Itália durante a Segunda Guerra Mundial.